# هنری کزیک
هنری کزیک (انگلیسی: Henry Keswick) (زاده ۱۹۳۹) کارآفرین، سرمایه‌دار، بازرگان و مدیر ارشد اجرایی اسکاتلندی است، که در حال حاضر به‌عنوان رئیس هیئت مدیره شرکت جاردین ماتسون فعالیت می‌کند. وی از اعضای خانواده کزیک می‌باشد.